# Derris yappii
Derris yappii är en ärtväxtart som beskrevs av William Grant Craib. Derris yappii ingår i släktet Derris och familjen ärtväxter. Inga underarter finns listade i Catalogue of Life.